# Honkasaari (ö i Finland, Norra Savolax, Kuopio, lat 62,98, long 27,90)
Honkasaari är en ö i Finland. Den ligger i sjön Juurusvesi och Akonvesi och i kommunen Kuopio i den ekonomiska regionen  Kuopio ekonomiska region  och landskapet Norra Savolax, i den centrala delen av landet, 300 km nordost om huvudstaden Helsingfors. Öns area är 0,6 hektar och dess största längd är 160 meter i sydöst-nordvästlig riktning.